# 亞當·夏克曼
亚当·迈克尔·夏克曼（英語：Adam Michael Shankman，1964年11月27日—）是一位美国电影导演、制片人、作家、舞蹈家、作家、演员和编舞。他是电视节目《舞林争霸》第6至7季的常任评委。他的职业生涯始于音乐剧，并在寶拉·阿巴杜和珍妮·杰克逊的音乐录影带中担任舞者。夏克曼為数十部电影編排動作，并執導多部故事片，包括《初恋的回忆》、 《我的野蠻網友》、 《限制級保姆》以及音乐剧《發膠明星夢》和《曼哈頓奇緣2：幸福真諦》 。